# 1977 Голяма награда на Аржентина
1977 Голяма награда на Аржентина е 12-о за Голямата награда на Аржентина и първи кръг от сезон 1977 във Формула 1, провежда се на 9 януари 1977 година на пистата Оскар Галвес в Буенос Айрес, Аржентина.

## История на кръга
Голямата награда на Аржентина не се състоя през сезон 1976, поради финансови проблеми. За сезон 1977 проблемите са решени и кръга е отново в календара. Въпреки късата почивка от десет седмици повечето отбори пристигат в Буенос Айрес с малки промени по своите болиди. Ферари са с два 312T2 за Ники Лауда и новия му съотборник, Карлос Ройтеман като Макларън също пристигат с остарелите M23 за Джеймс Хънт и Йохен Мас. Тирел са с модифицираните P34 (включвайки нов кокпит) за Патрик Депайе и Рони Петерсон (идвайки от Марч). Марч се появяват с два болида 761 за новите си пилоти Алекс Рибейро и Иън Шектър, докато при Шадоу отбора продължава с единствения болид DN8 за Том Прайс и DN5 за новия му съотборник Ренцо Дзордзи. Брабам работиха усилено през зимата с цел подобряването на двигателя Алфа Ромео като в резултат на това Карлос Паче и новия му съотборник Джон Уотсън идват с подобрени BT45. Същата история е и при Съртис, но тима назначи двама нови пилоти в лицето на Виторио Брамбила и на австриеца Ханс Биндер. При Фитипалди Аутомотив, Емерсон Фитипалди и Инго Хофман са с FD04 с изцяло жълт цвят за разлика от сребристия от сезон 1976.
От отборите с нови болиди Лотус пристигат с новите болиди 78 за Марио Андрети и Гунар Нилсон, докато Лижие също пристигат с нов болид JS7 за Жак Лафит, както и новия Инсайн N177 за Клей Регацони. Волф участват за първи път като конструктор и тима има на разположение WR01 за Джоди Шектър. Хескет продължават да се концентрират изцяло върху новия 308E вместо да продължат със стария, а БРМ пристигат с новия P207 предназначен за Лари Пъркинс, но проблемите с болида попречи на тима да кацнат в Аржентина.

### Квалификация
Хънт започна защитата на титлата си по шампионски с пол-позиция с време 1:48.68, три десети по-добро от Уотсън. Депайе, Лауда, Мас, Паче, Ройтеман, Андрети, Прайс и Нилсон. Шектър с новия Волф се класира 11-и въпреки проблеми с горивната система, докато Лафит записа 15-о време след проблеми с двигателя на своето Лижие.

### Състезание
Поради горещото време организаторите се съгласиха с ФОКА да насрочат старта за 16:00, вместо в 17:30. Хънт не успя да потегли добре, давайки лидерството на Уотсън. Депайе също потегли твърде бавно, от което се образува верижна реакция от бързи реакции като Лафит излезе от трасето. Уотсън се откъсна на 2.5 от Хънт, който запази позицията си от Лауда и Андрети. Дебютът на Дзордзи приключи още след края на втората обиколка с проблеми по скоростната кутия, докато Лафит влезе в бокса в 8-а обиколка за проверка на свещите. В 11-а обиколка Хънт пое водачеството от Уотсън, който изпита изтощение поради липса на вентилация на неговия болид. Лауда загуби позиции от Мас и Паче, а Андрети повреди носа си след удар със затворения с обиколка Марч на Рибейро като Мас и Паче също изпреварват американеца.
В 20-ия тур Лауда напусна състезанието със сериозни вибрации по Ферари-то си, както и проблеми с двигателя прекъсвайки на места. По същото време Хофман също отпадна с гръмнат двигател, докато Петерсон загуби контрол върху Тирел-а си и се удари в мантинелите в 29-а обиколка, преди Мас да стори същото нещо. Прайс се свлече назад в класирането след дълъг стоп по отстраняване на проблемите по скоростната кутия, а Ройтеман влезе в бокса за смяна на нови гуми. Тогава в 32-рата обиколка Хънт отпадна от лидерска позиция с повреда по задното окачване, което прати Макларън-а в огражденията. Паче пое водачеството в 35-а обиколка като изпревари съотборника си Уотсън с проблеми по управлението на неговия Брабам, преди да отпадне в 42-рата обиколка. Шектър изпревари Андрети за трета позиция преди отпадането на северно-ирландеца.
Проблемите които Уотсън има в началото скоро сполетя и Паче, което даде шанс на Шектър да го изпревари в 47-ата обиколка и да вземе водачеството. До финала Джоди няма никакви проблеми и финишира над 40 секунди пред бразилеца за своята първа победа в сезона, както и първа за новия му отбор. Ройтеман завърши точно зад Брабам-а на бившия си съотборник. Фитипалди постига най-добрия си резултат като пилот на Коперсукар с четвърто място пред Андрети, който е класиран пети след проблеми с един от лагерите на една от задните гуми, и Регацони за своята първа точка като пилот на Инсайн. Брамбила е последния финиширал състезанието, а Лафит и Прайс не са класирани заради голямото изоставане.

## Класиране

### Състезание
| Поз | No | Пилот             | Конструктор       | Обиколки | Време/Отпадане  | Място | Точки |
| --- | -- | ----------------- | ----------------- | -------- | --------------- | ----- | ----- |
| 1   | 20 | Джоди Шектър      | Волф-Форд         | 53       | 1:40:11.19      | 11    | 9     |
| 2   | 8  | Карлос Паче       | Брабам-Алфа Ромео | 53       | +43.24          | 6     | 6     |
| 3   | 12 | Карлос Ройтеман   | Ферари            | 53       | +46.02          | 7     | 4     |
| 4   | 28 | Емерсон Фитипалди | Фитипалди-Форд    | 53       | +55.48          | 16    | 3     |
| 5   | 5  | Марио Андрети     | Лотус-Форд        | 51       | Колело-лагер    | 8     | 2     |
| 6   | 22 | Клей Регацони     | Инсайн-Форд       | 51       | +2 Об.          | 12    | 1     |
| 7   | 19 | Виторио Брамбила  | Съртис-Форд       | 48       | Без гориво      | 13    |       |
| Отп | 10 | Иън Шектър        | Марч-Форд         | 45       | Електро         | 17    |       |
| НКл | 16 | Том Прайс         | Шадоу-Форд        | 45       | Не е класиран   | 9     |       |
| Отп | 7  | Джон Уотсън       | Брабам-Алфа Ромео | 41       | Окачване        | 2     |       |
| Отп | 9  | Алекс Рибейро     | Марч-Форд         | 39       | Трансмисия      | 20    |       |
| НКл | 26 | Жак Лафит         | Лижие-Матра       | 37       | Не е класиран   | 15    |       |
| Отп | 4  | Патрик Депайе     | Тирел-Форд        | 32       | Прегряване      | 3     |       |
| Отп | 1  | Джеймс Хънт       | Макларън-Форд     | 31       | Окачване        | 1     |       |
| Отп | 2  | Йохен Мас         | Макларън-Форд     | 28       | Завъртане       | 5     |       |
| Отп | 3  | Рони Петерсон     | Тирел-Форд        | 28       | Завъртане       | 14    |       |
| Отп | 29 | Инго Хофман       | Фитипалди-Форд    | 22       | Двигател        | 19    |       |
| Отп | 11 | Ники Лауда        | Ферари            | 20       | Горивна система | 4     |       |
| Отп | 18 | Ханс Биндер       | Съртис-Форд       | 18       | Инцидент        | 18    |       |
| Отп | 17 | Ренцо Дзордзи     | Шадоу-Форд        | 2        | Ск.кутия        | 21    |       |
| НСт | 6  | Гунар Нилсон      | Лотус-Форд        |          |                 | 10    |       |

## Класиране след състезанието
| Поз | Пилот             | Точки |
| --- | ----------------- | ----- |
| 1   | Джоди Шектър      | 9     |
| 2   | Карлос Паче       | 6     |
| 3   | Карлос Ройтеман   | 4     |
| 4   | Емерсон Фитипалди | 3     |
| 5   | Марио Андрети     | 2     |

| Поз | Конструктор       | Точки |
| --- | ----------------- | ----- |
| 1   | Волф-Форд         | 9     |
| 2   | Брабам-Алфа Ромео | 6     |
| 3   | Ферари            | 4     |
| 4   | Фитипалди-Форд    | 3     |
| 5   | Лотус-Форд        | 2     |